# Polia vesperugo
Polia vesperugo là một loài bướm đêm trong họ Noctuidae.